# Milongodi
Milongodi (auch Milingodi) ist ein Verwaltungsbezirk (englisch Ward) des Distrikts Tandahimba in der tansanischen Region Mtwara.

## Geografie
Milongodi liegt im Südosten von Tansania nordwestlich an die Distrikthauptstadt Tandahimba angrenzend. Der Bezirk grenzt im Norden an Lyenje und Nambahu, im Osten und Süden an Malopokelo, im Südwesten an Nanhyanga und im Westen an Mdumbwe. Bei der Volkszählung 2022 lebten 6155 Menschen in 1843 Haushalten auf einer Fläche von 47 Quadratkilometern.

## Gliederung
Der Bezirk besteht aus fünf Gemeinden (Mtaa) mit 13 Orten (Kitongoji):
| Mtingida - Miembeni - Mianzini - Ofisini | Namkomolela - Namkomolela - Bado Mmoja - Jangwani | Miledi - Miledi - Bombambili | Milongodi - Milongodi - Mnalyamba | Mmwindi - Mikumbi - Majengo - Mzalendo |

## Infrastruktur
- Bildung: Die Milongodi Secondary School ist eine öffentliche weiterführende Schule, die Jugendliche bis zur 4. Stufe ausbildet.[8]
- Gesundheit: In der Gemeinde Namkomolela gibt es eine öffentliche Apotheke.[9]